# アクスム

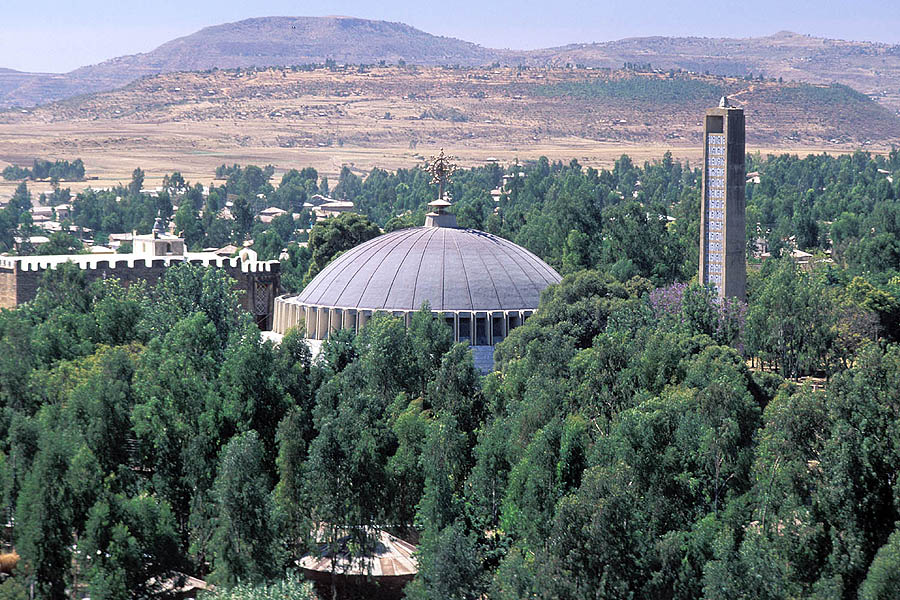
シオンのマリア教会

アクスム（アムハラ語:አክሱም、伊: Axum、仏: Axoum、英: Aksum）は、エチオピア北部の街。アドワ山地の麓に近いティグレ州メハケレグナウ圏 (英: Mehakelegnaw Zone) にある。
かつてのアクスム王国の中心地である。この王国はイエス誕生の頃に勃興（ぼっこう）し、在りし日のペルシャ帝国に対抗する東ローマ帝国の半同盟国として、海上貿易で栄えたキリスト教国であった。
しかし7世紀に没落し、原因は不明だが、もっぱら岸伝いの近海を進んだ貿易船の航行がイスラームの台頭により妨げられたため、アレクサンドリアやコンスタンティノポリスなど主要市場との関係が絶たれて衰退につながったと推測されている。王国の競争力が衰えるとアクスムの地位も落ち、エチオピア帝国の中心地は内陸部にシフトした。
2015年の人口は6万6800人。75％がエチオピア正教徒で、残りはスンニ派のムスリムや非正教系のキリスト教徒である。

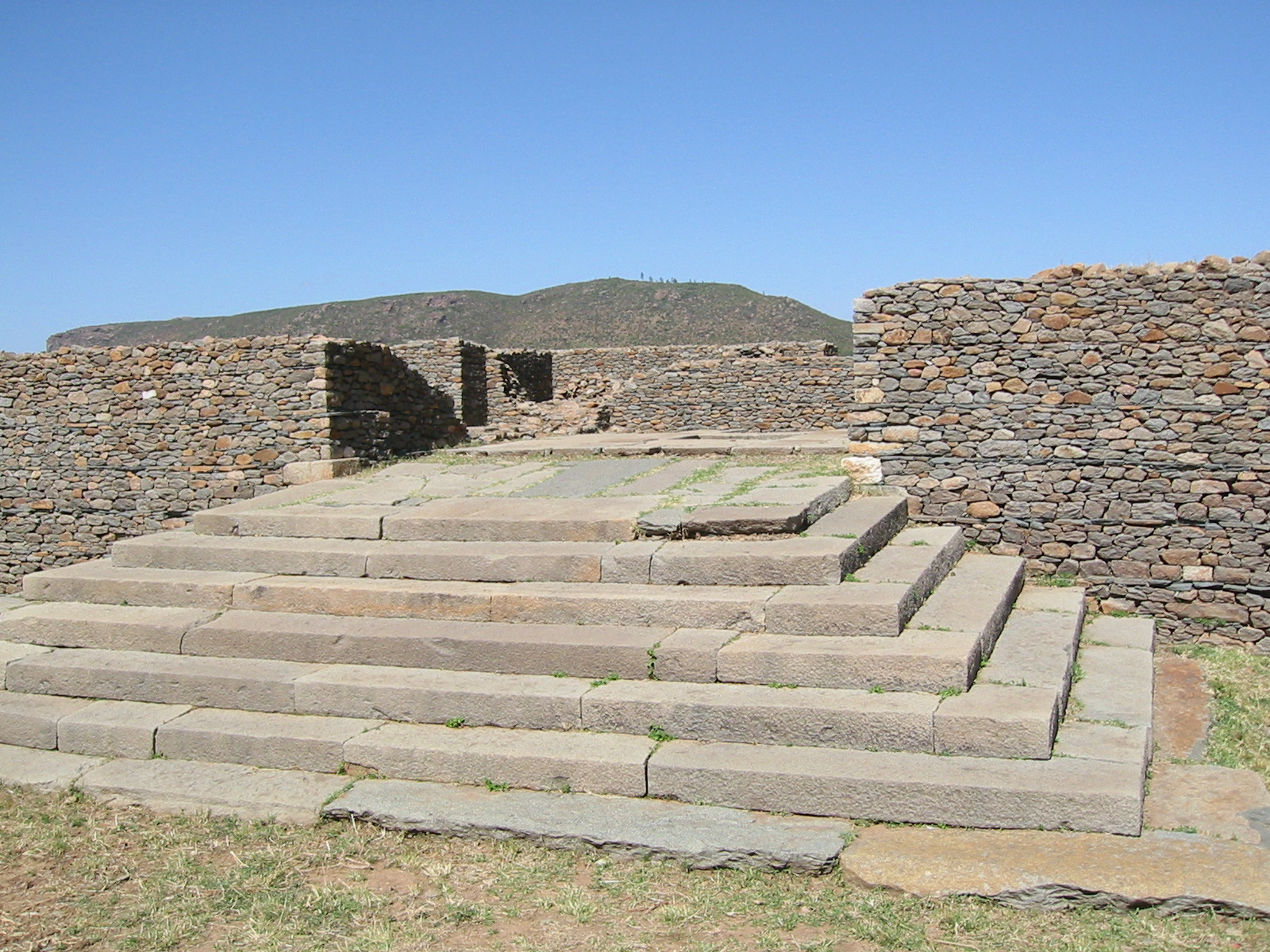
Dungur

1980年にユネスコの世界遺産に登録された。

## 調査
イギリスの探検家セオドア・ベントとメイベル・ベント夫妻は1893年2月、船で紅海西岸のメッサワに入り、陸路でアクスムとイエハの発掘に臨んだ。域内の交易史初期に、紅海の東西で交易が行われた証左を求めた調査である。アクスム到着は同月24日頃だったが、イタリアの植民者と現地の戦闘集団との緊張が高まったため調査は取りやめ、第一次エチオピア戦争の成り行きを見守るほかなかった。3月末には急きょ撤収を決め、ズラ経由でイギリスへ帰国、調査行を上梓している。

## 気候
ケッペンの気候区分で温暖冬季少雨高地気候 (Cwb) に属する。
| アクスムの気候                        | アクスムの気候 | アクスムの気候 | アクスムの気候 | アクスムの気候 | アクスムの気候 | アクスムの気候 | アクスムの気候 | アクスムの気候 | アクスムの気候 | アクスムの気候 | アクスムの気候 | アクスムの気候 | アクスムの気候 |
| 月                                    | 1月            | 2月            | 3月            | 4月            | 5月            | 6月            | 7月            | 8月            | 9月            | 10月           | 11月           | 12月           | 年             |
| ------------------------------------- | -------------- | -------------- | -------------- | -------------- | -------------- | -------------- | -------------- | -------------- | -------------- | -------------- | -------------- | -------------- | -------------- |
| 平均最高気温 °C （°F）                | 25.9 (78.6)    | 27.2 (81)      | 28.6 (83.5)    | 29.4 (84.9)    | 28.8 (83.8)    | 27.0 (80.6)    | 22.5 (72.5)    | 22.3 (72.1)    | 24.8 (76.6)    | 26.3 (79.3)    | 26.8 (80.2)    | 25.7 (78.3)    | 26.28 (79.28)  |
| 日平均気温 °C （°F）                  | 16.7 (62.1)    | 17.8 (64)      | 17.7 (63.9)    | 21.0 (69.8)    | 20.8 (69.4)    | 19.7 (67.5)    | 17.2 (63)      | 17.4 (63.3)    | 17.9 (64.2)    | 17.9 (64.2)    | 17.4 (63.3)    | 16.2 (61.2)    | 18.14 (64.66)  |
| 平均最低気温 °C （°F）                | 7.5 (45.5)     | 8.4 (47.1)     | 10.8 (51.4)    | 12.7 (54.9)    | 12.9 (55.2)    | 12.4 (54.3)    | 12.0 (53.6)    | 12.6 (54.7)    | 11.1 (52)      | 9.6 (49.3)     | 8.0 (46.4)     | 6.7 (44.1)     | 10.39 (50.71)  |
| 降水量 mm （inch）                    | 3 (0.12)       | 2 (0.08)       | 9 (0.35)       | 27 (1.06)      | 31 (1.22)      | 67 (2.64)      | 221 (8.7)      | 199 (7.83)     | 67 (2.64)      | 12 (0.47)      | 13 (0.51)      | 1 (0.04)       | 652 (25.66)    |
| 出典：Climate-Data.org（海抜：2133m） |                |                |                |                |                |                |                |                |                |                |                |                |                |

## 人口
- 1984年5月9日：1万7753人
- 1994年10月11日：2万7148人
- 2007年5月28日：4万4647人
- 2015年7月1日：6万6800人

## 歴史
アクスム王国はゲエズ語と呼ばれる固有の文字言語を持ち独自の建築様式を発達させており、それを代表する巨大なオベリスクの最初期の例は紀元前5000年から前2000年まで遡る。この王国はエザナ王の時に最盛期を迎えた。公式にキリスト教に改宗したのもこの時期で、エザナ王にも「アブレハ」という洗礼名がある。初期の伝道を行った人物としてエチオピアの大主教フルメンティがいる。
エチオピア正教会はシオンのマリア教会の小礼拝堂にかつて契約の聖櫃があり、モーセの十戒を刻んだ石版を納めていたと主張している。この教会はファシリデス帝の治世まで数世紀にわたり代々のエチオピア皇帝が来拝し、中断の時期をはさんでヨハンネス4世から帝政の終焉まで再び歴代皇帝が通っていた。アクスムはエチオピア最高の聖地であり、重要な巡礼地とされる。
重要な祭事であるティムケット祭（T'imk'et Festival, 正教会でいう神現祭、西洋世界でいう公現祭）は例年1月19日に行われ、11月下旬にマリヤム・シオン祭（シオンのマリア祭）を祝う。
1937年に1700年前のオベリスク（全高24m）をイタリア軍が3分割し、ローマに持ち帰った。このオベリスクがアクスム王国最盛期の技術の最良の例証の一つであることは衆目の一致するところであり、1947年に国連はオベリスクがエチオピアに返還されるべきであると決議した。しかしイタリアは承諾せず、両国政府の長い外交交渉の末に、2005年に返還された。

## 遺跡

### ステッレ

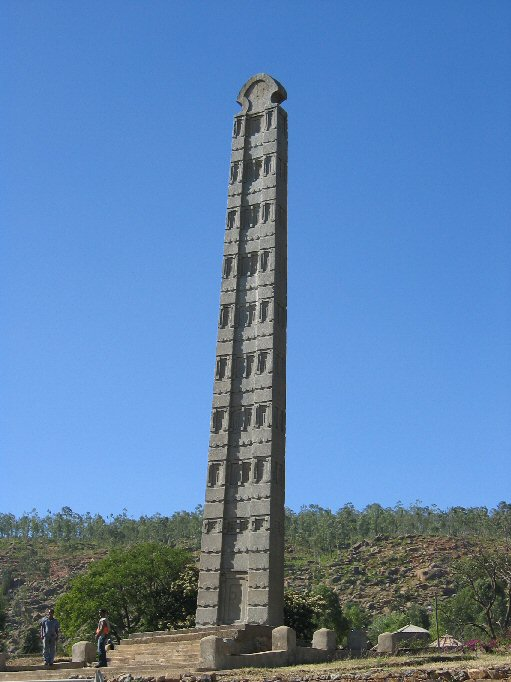
ステッレ

アクスムで特徴的な遺構はステッレと呼ばれる1700年ほど前のオベリスクで、エチオピアの人々にとって愛する祖国の象徴である。いちばん多く残る北ステッレ公園(英: Northern Stelae Park）に立つエザナ王のステッレは全高24 m、長さでは33 mの大ステッレ（英語）が1番目ではあるものの、後者は建設中に倒れて壊れたと伝わるとおり地面に横たわっている。イタリア軍駐留時代の1937年に国外に持ち出されたアクスムのオベリスクは、エチオピアが国際連合を介して交渉を続けて2005年に戻されると、再建工事を施され2008年7月31日に完成した。2番目に高いエザナ王のステッレについでさらに3基が立つ。ステッレとは墓標だったようであり側面に建物を思わせる窓型を彫り込み、また痕跡から鋳金の円盤を取り付け、そこにも建築的な要素の彫刻があったと考えられる。
北のステッレ群に対して、市街地の西にたたずむ女王ガディットのステッレ群では、そこかしこにある墓は4世紀に作られた。
| 名称                 | 高さ（m） | 幅（m） | 奥行き（m） | 重量（t） | 備考                     |
| -------------------- | --------- | ------- | ----------- | --------- | ------------------------ |
| 大ステッレ           | 33        | 3.84    | 2.35        | 520       |                          |
| アクスムのオベリスク | 24.6      | 2.32    | 1.36        | 170       |                          |
| エザナ王のステッレ   | 20.6      | 2.65    | 1.18        | 160       | 前面の基壇上面からの高さ |
|                      | 18.2      | 1.56    | 0.76        | 56        |                          |
|                      | 15.8      | 2.35    | 1.0         | 75        |                          |
|                      | 15.3      | 1.47    | 0.78        | 43        |                          |

### 他の史跡

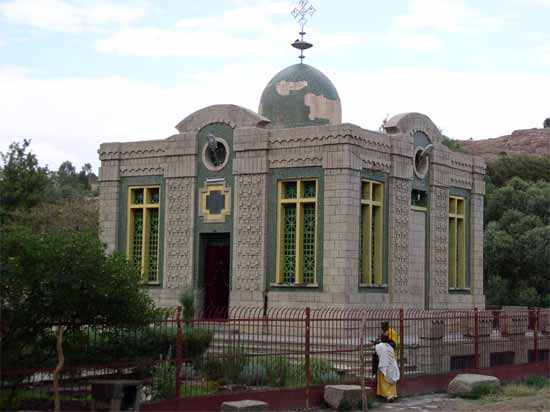
モーゼの石版を納めてあったという小礼拝堂（シオンのマリア教会の礼拝堂）

アクスムのその他の見どころに皇帝ファシリデス（英語）の時代のシオンのマリア教会（英語）（1665年献堂）があリ、創建時はエザナ王の時代にさかのぼる。最初の礼拝堂は何度か増築を重ね、ついに身廊が12列ある壮麗な建築になったという。ガディットに焼かれてから再建、1500年代にアダルとの戦役Abyssinian–Adal war（英語）で破壊された。皇帝 Gelawdewos（英語） が建て直しに取り掛かり（完成は弟で皇位継承者のミナス帝Menas of Ethiopia、その建物を皇帝ファシリデスが新しく建て替え、現在に至るという。マリア教会は男性信者のみ堂内で礼拝できる（ガディットが本来の礼拝堂を焼き落とした時の因縁が残るとも伝わっている。）
隣に立つ教会は「新シオンのマリア教会」The New Cathedral of St. Mary of Zionと呼ばれる。エチオピアをファシストの手から守ってほしいと祈り、願いがかなえられた皇帝ハイレ・セラシエ1世が1955年、ネオ・ビザンチン様式を採用して着工させた。こちらは女性の礼拝を受け入れている。イギリス女王エリザベス2世のエチオピア公式訪問を受けた時期に新堂の献堂式を迎えたハイレ・セラシエは、外交日程を中座して教会へおもむくと自ら祈りを捧げて、エチオピア帝国にとってどれほど重要な存在であるか示した。数日後にイギリス女王もこの教会を訪れている。
新旧のマリア教会に挟まれた小礼拝堂は新堂と同時に建てられた通称「契約の書の礼拝堂」The Chapel of the Tabletである。既に触れたように「契約の聖櫃」を納めてあったとされ、皇帝の愛妾 Menen Asfaw が自らの財力で建てさせた。ここに住み込んで仕える修道士以外、エチオピア正教会の司祭であっても足を踏み入れることは許されず、帝政時代の皇帝のみが堂内で礼拝した。この小礼拝堂と両マリア教会は巡礼の地であり、エチオピアの正教徒にとって最も位の高い聖地とされている。
アクスムには考古学ならびに民俗学の博物館があり、碑文をサベ語、ゲエズ語、古代ギリシャ語で併記したエザナストーンは、古代エジプトのロゼッタ・ストーンを想起させる。
バゼン王墓（英語）とは巨石建造物で、この街に残る最古の人造物の一つと見なされる。現在では貯水槽に転用されたシバの女王の浴槽（英語）は、地元の伝承でシバの女王の住まいがアクスムにあったとされることに呼応する。古代の王宮にはタアカ・マリヤム宮殿（英語）（4世紀）、デュングル宮殿（英語）（6世紀）の遺跡が公開されている。ペンタレオン修道院（英語）、リカノス修道院（英語）という宗教施設の遺構、あるいは天然の岩を削った石像でスフィンクスに似たゴベドラの雄ライオン（en:Lioness of Gobedra）の彫像（en:rock art）も遺され、頭部は破壊された。

## 世界遺産

### 登録基準
この世界遺産は世界遺産登録基準のうち、以下の条件を満たし、登録された（以下の基準は世界遺産センター公表の登録基準からの翻訳、引用である）。
- (1) 人類の創造的才能を表現する傑作。
- (4) 人類の歴史上重要な時代を例証する建築様式、建築物群、技術の集積または景観の優れた例。

### 3D画像の記録事業
国際連合の後援を受けるザマニ事業（Zamani Project）では、世界遺産の史跡を3次元画像で記録して将来の世代に遺す試みを全世界で進めている。アクスムでも地上からレーザーを照射し立体画像を取り込む技術を用いており、ステッレの敷地内では2006年に各所を記録した。立体模型と図面、画像は幹事者グループが所属するケープタウン大学のサイトで公開する。

## ギャラリー

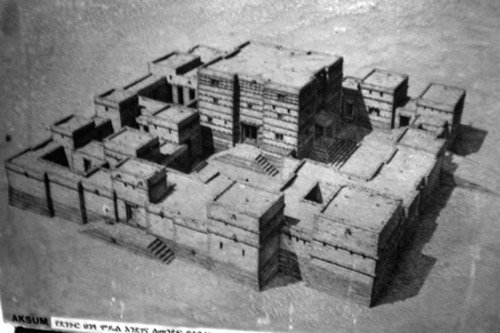
デュングル宮殿の復元
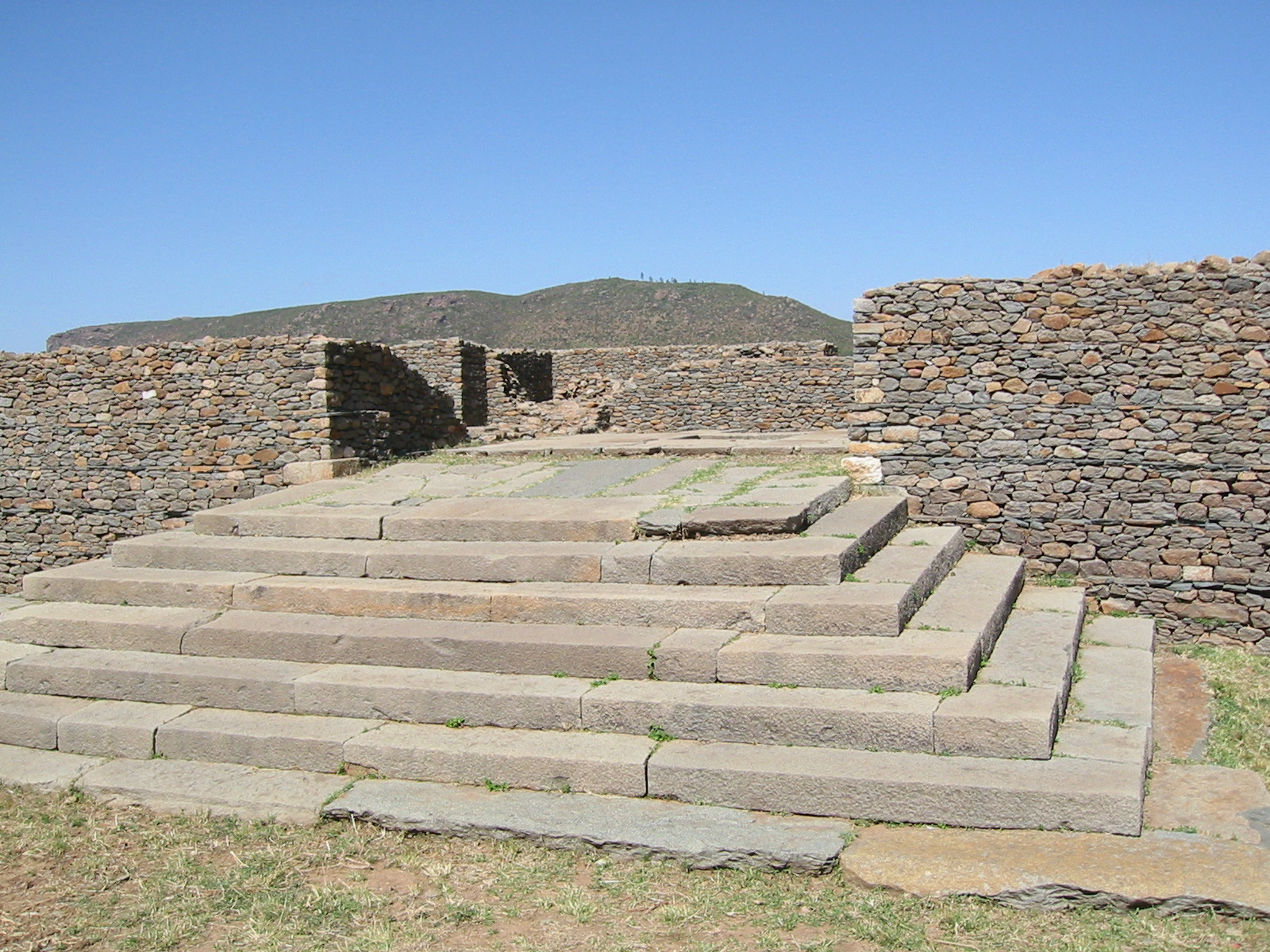
デュングル宮殿
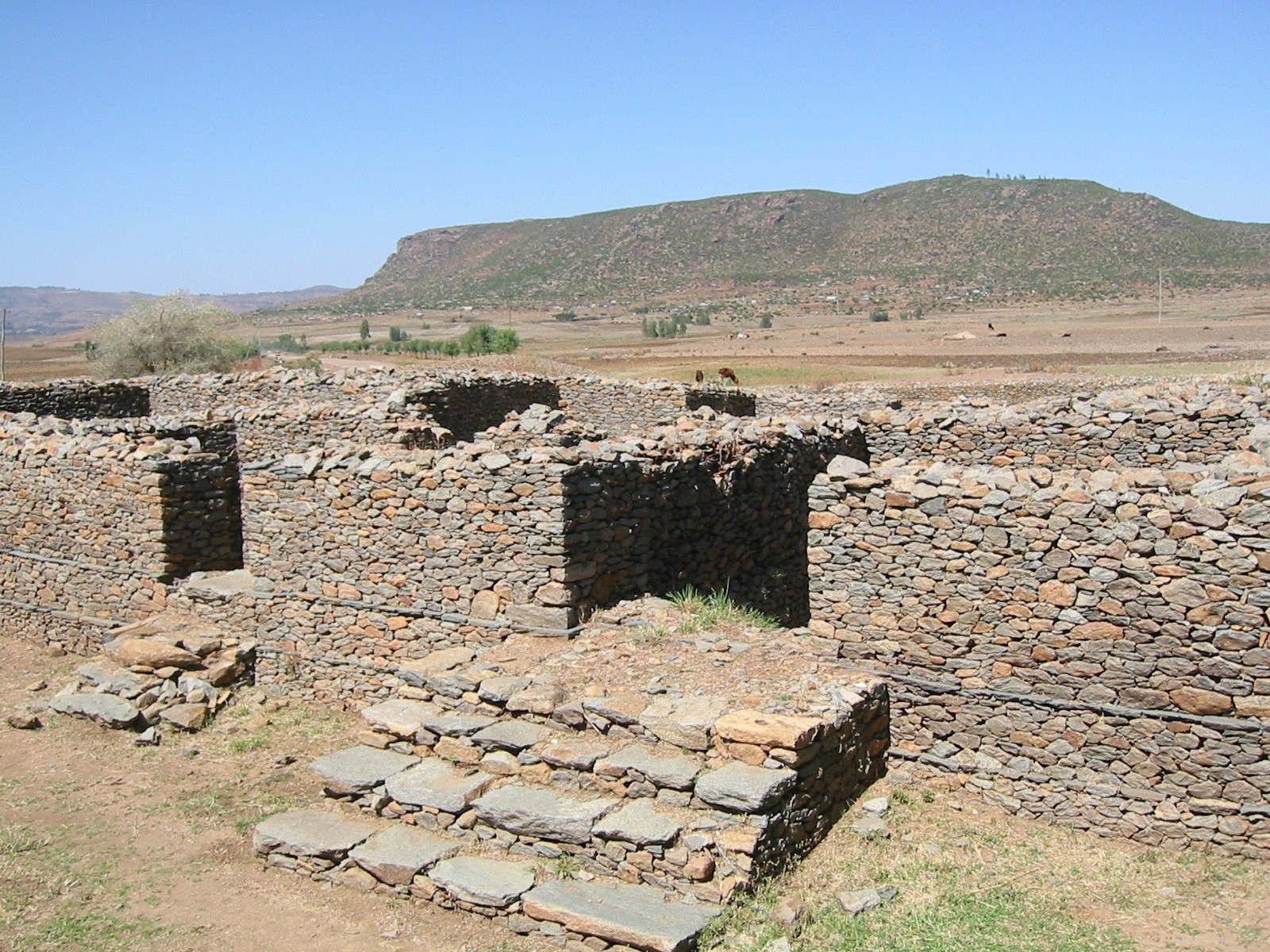
デュングル宮殿
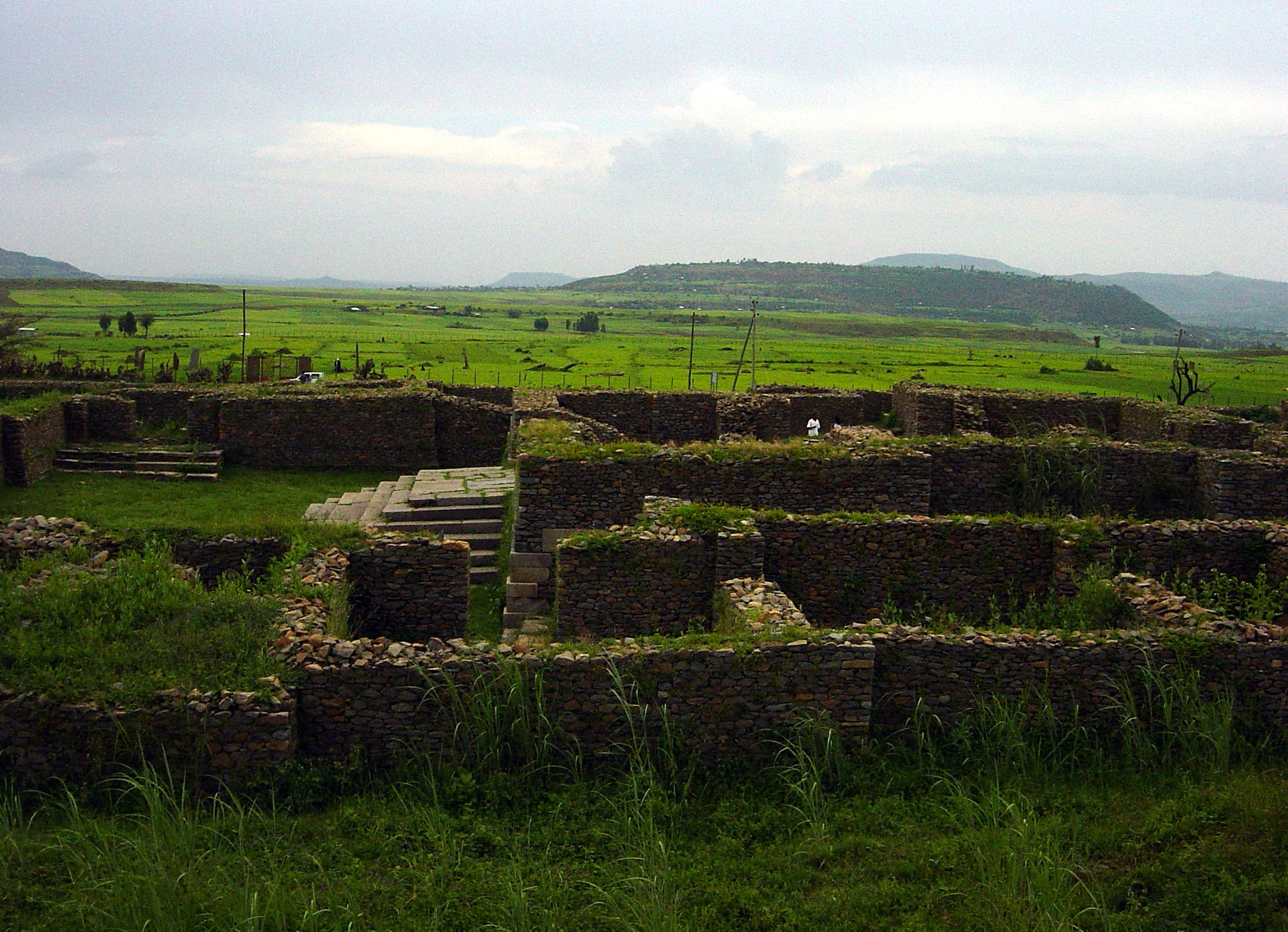
デュングル宮殿。背景はガディットのステッレ群
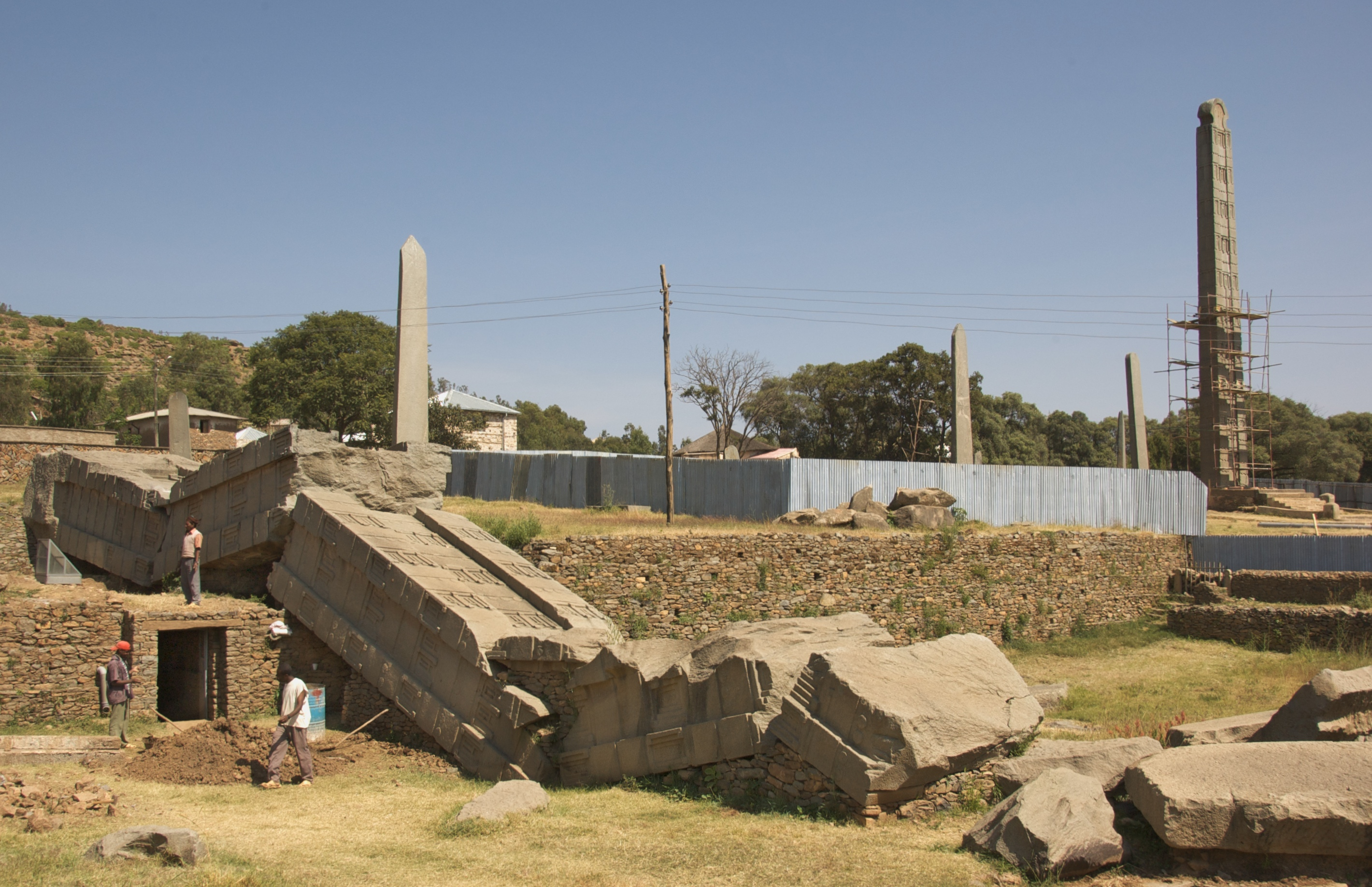
横たわるアクスムの大ステッレ。
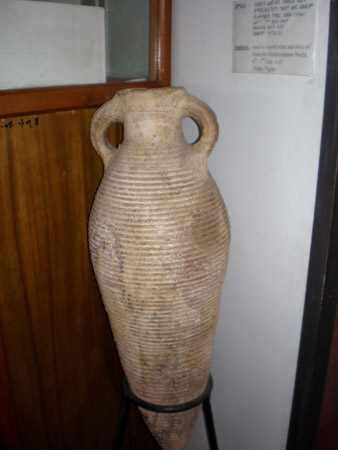
アクスム時代のアンフォラ（アスマラ出土）
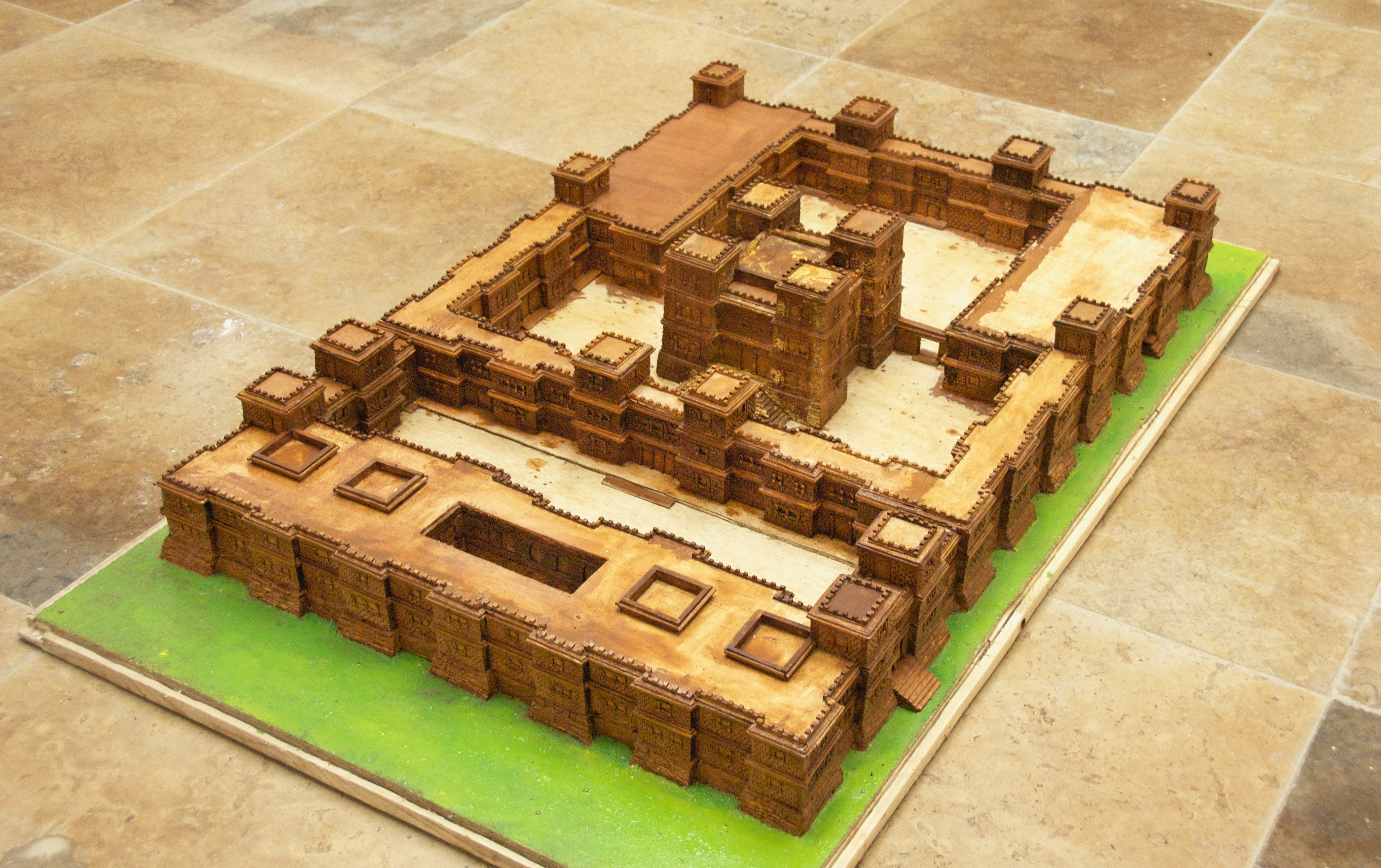
古代4世紀のタアカ・マリヤム宮殿（模型）
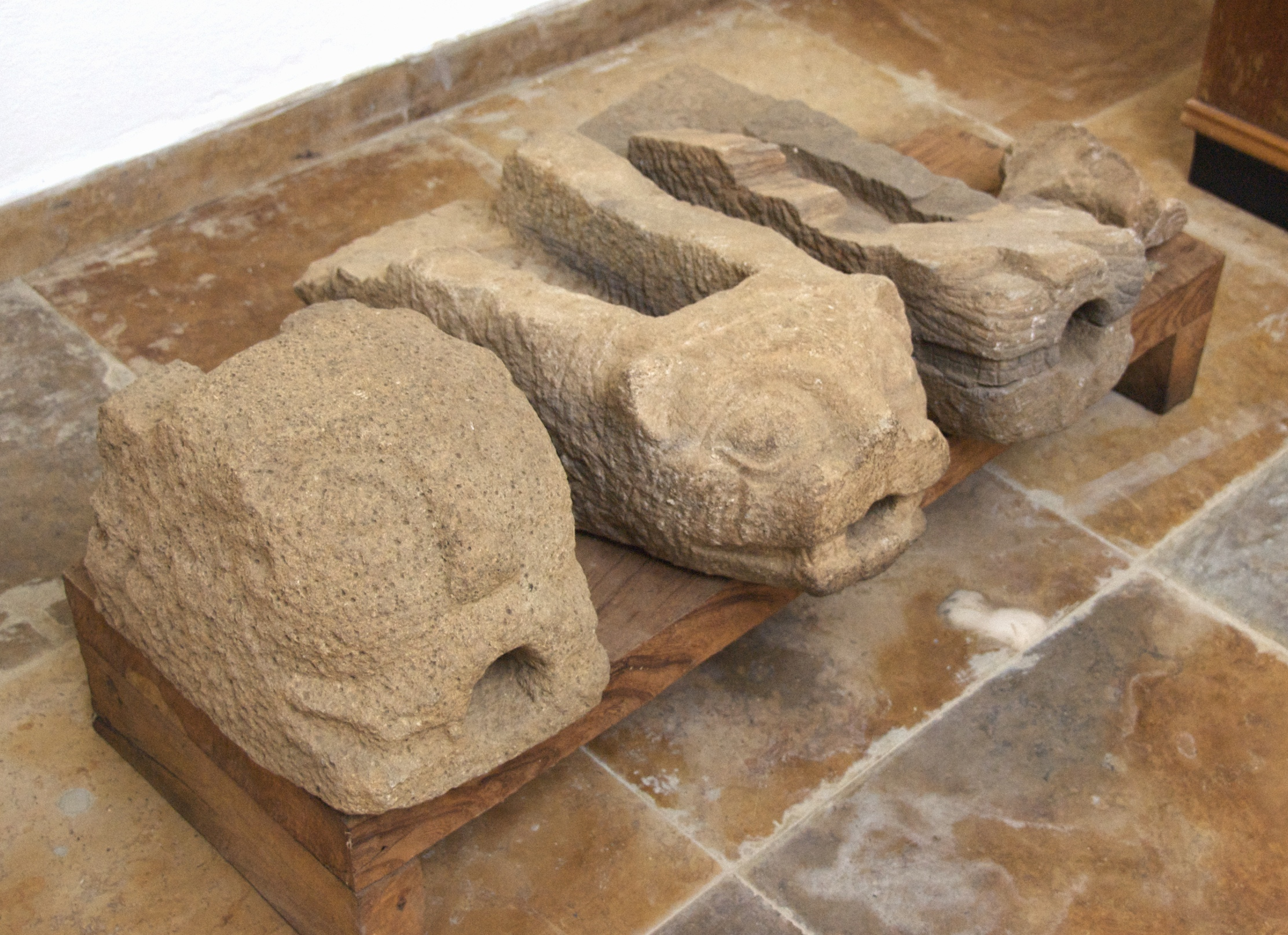
ライオンの頭を刻んだ吐水口。
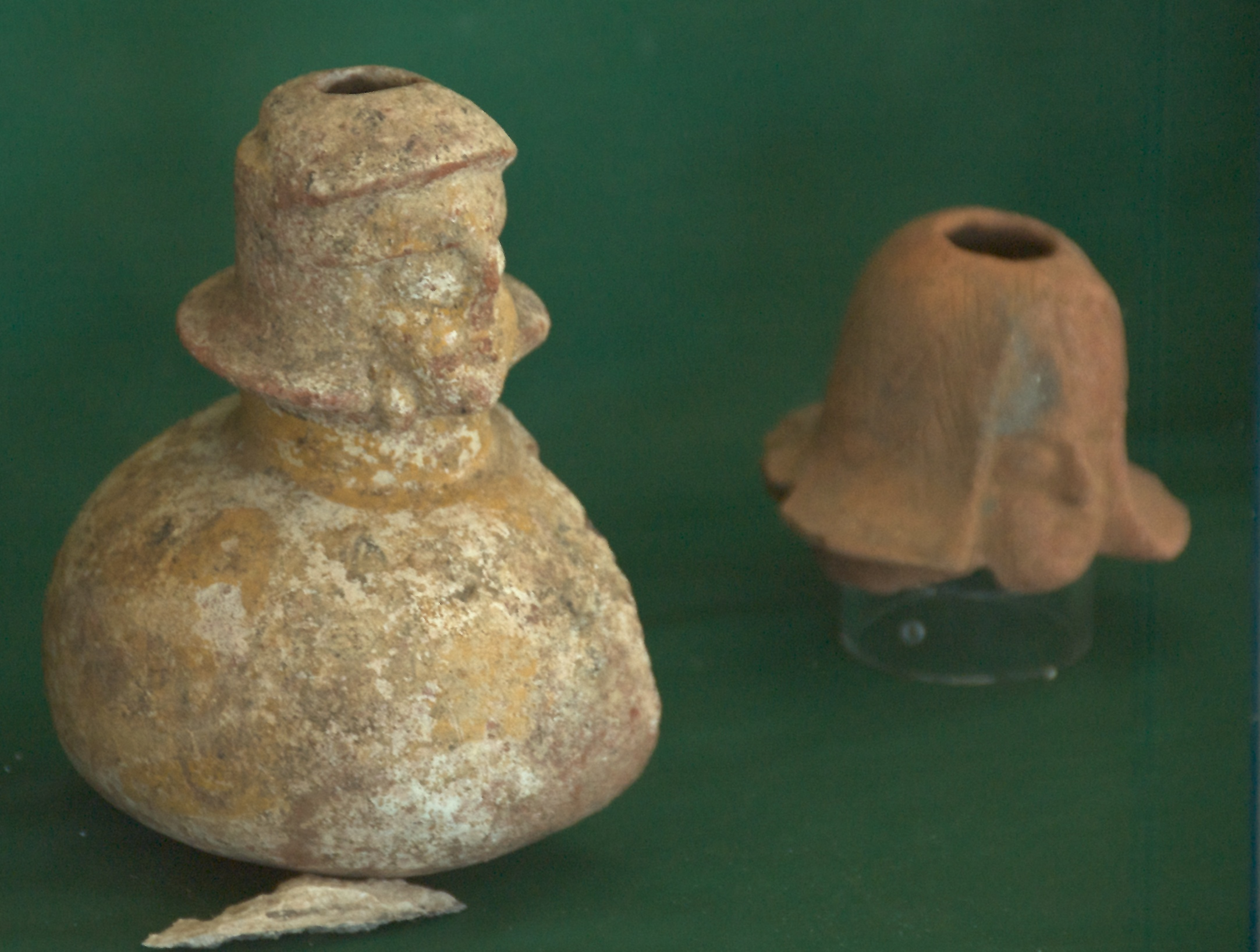
水指し。人の頭部の装飾がある。
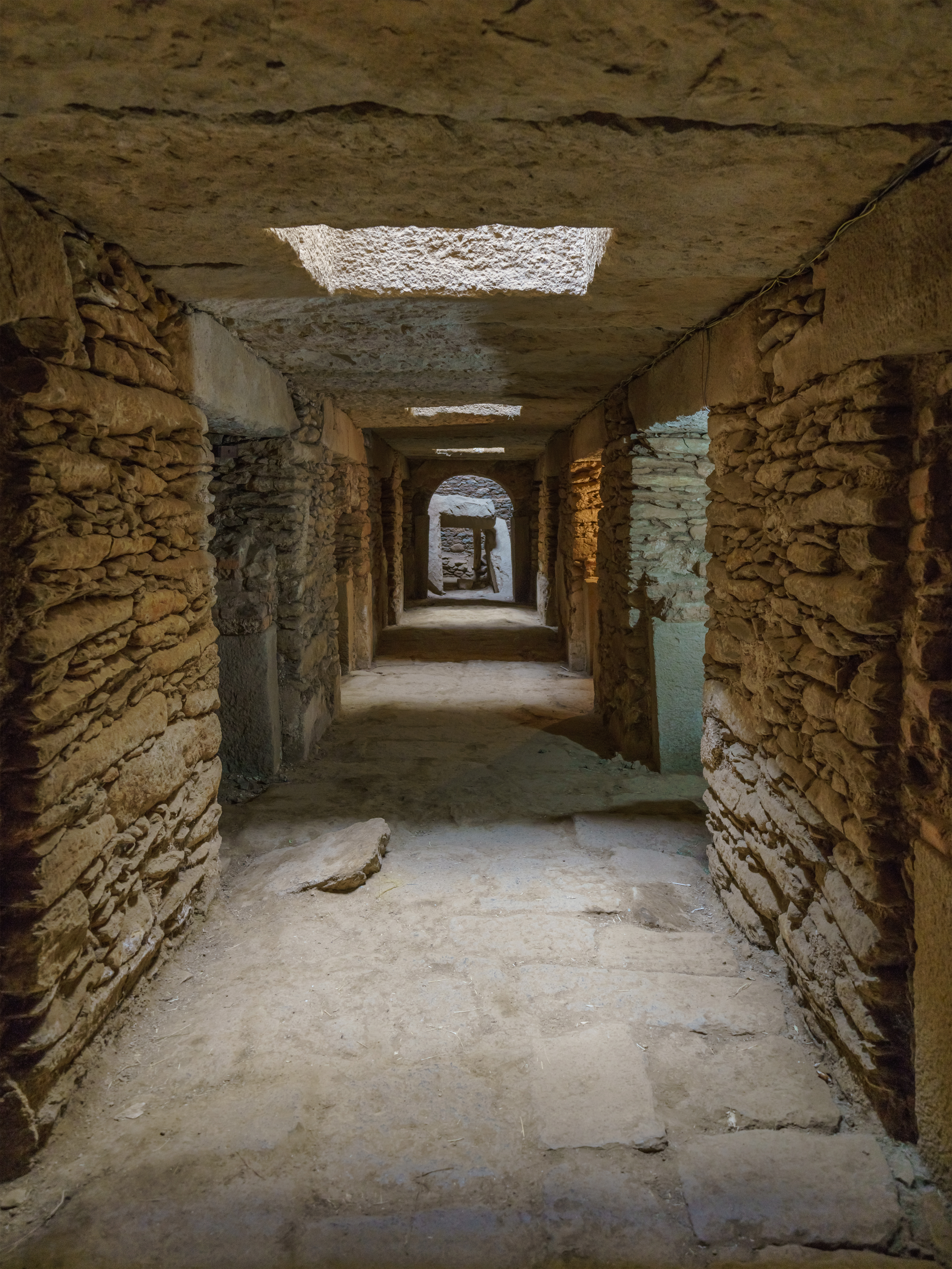
ステッレを見上げる墓所。
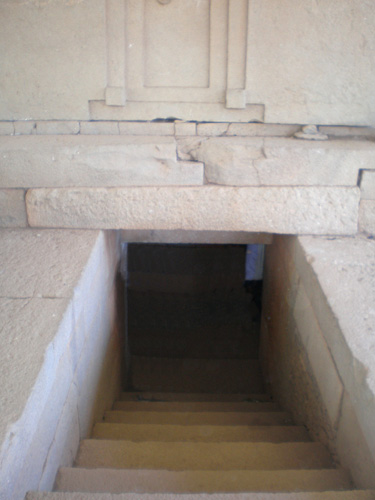
「偽の扉の墓」入り口Tomb Of The False Door
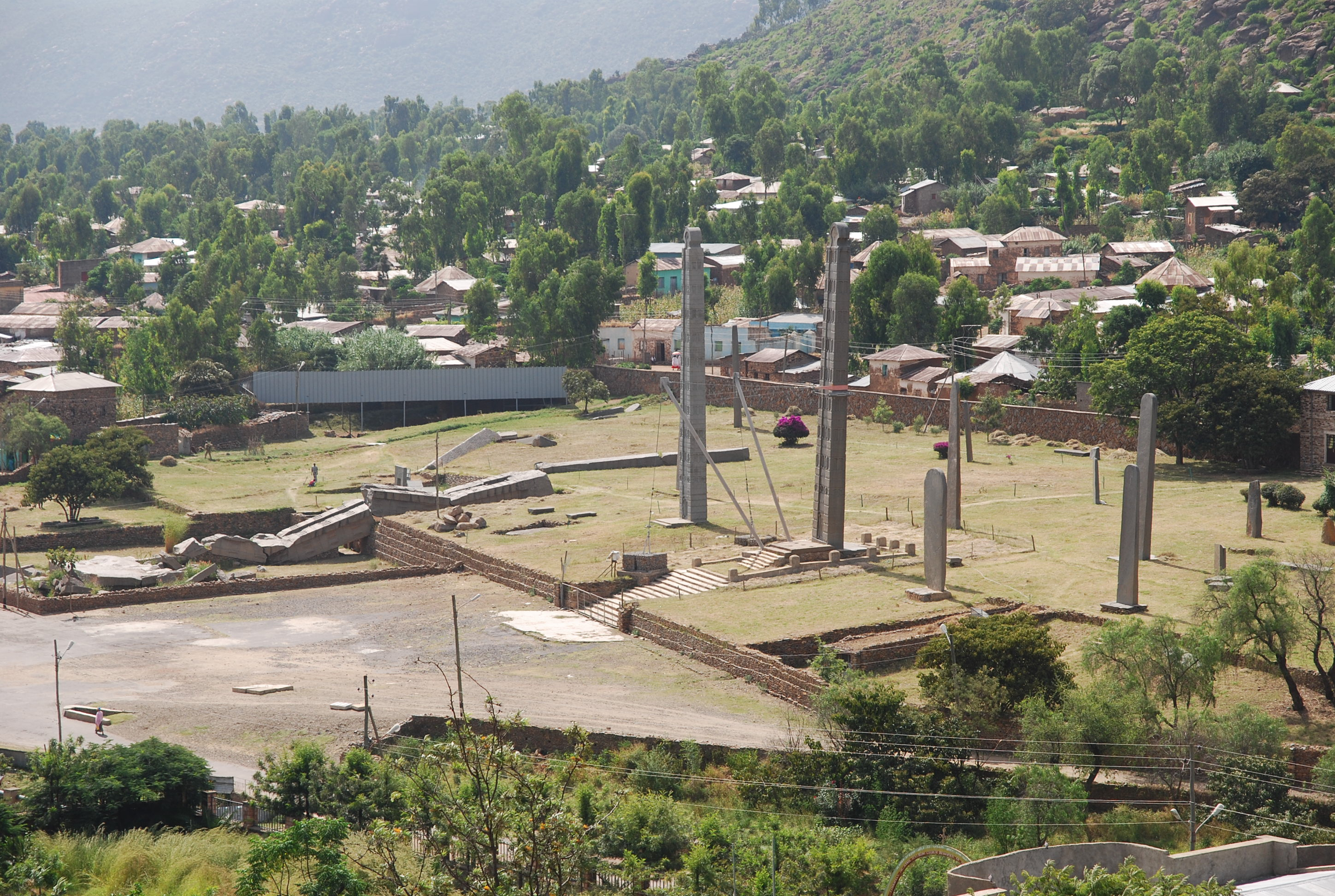
スレッレ公園
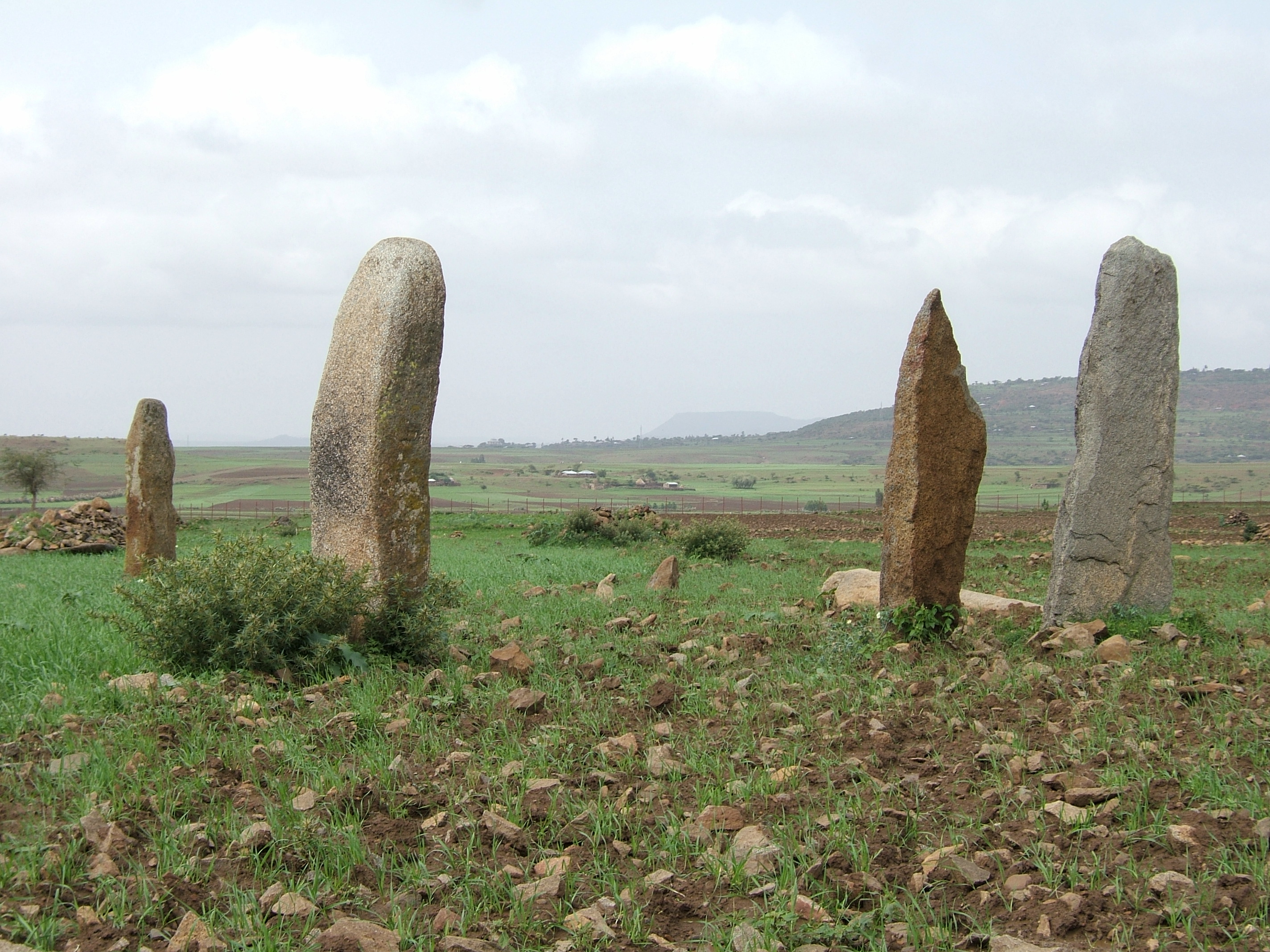
市街地の西に立つ小ぶりのステッレ（ガディット・ステッレ群）
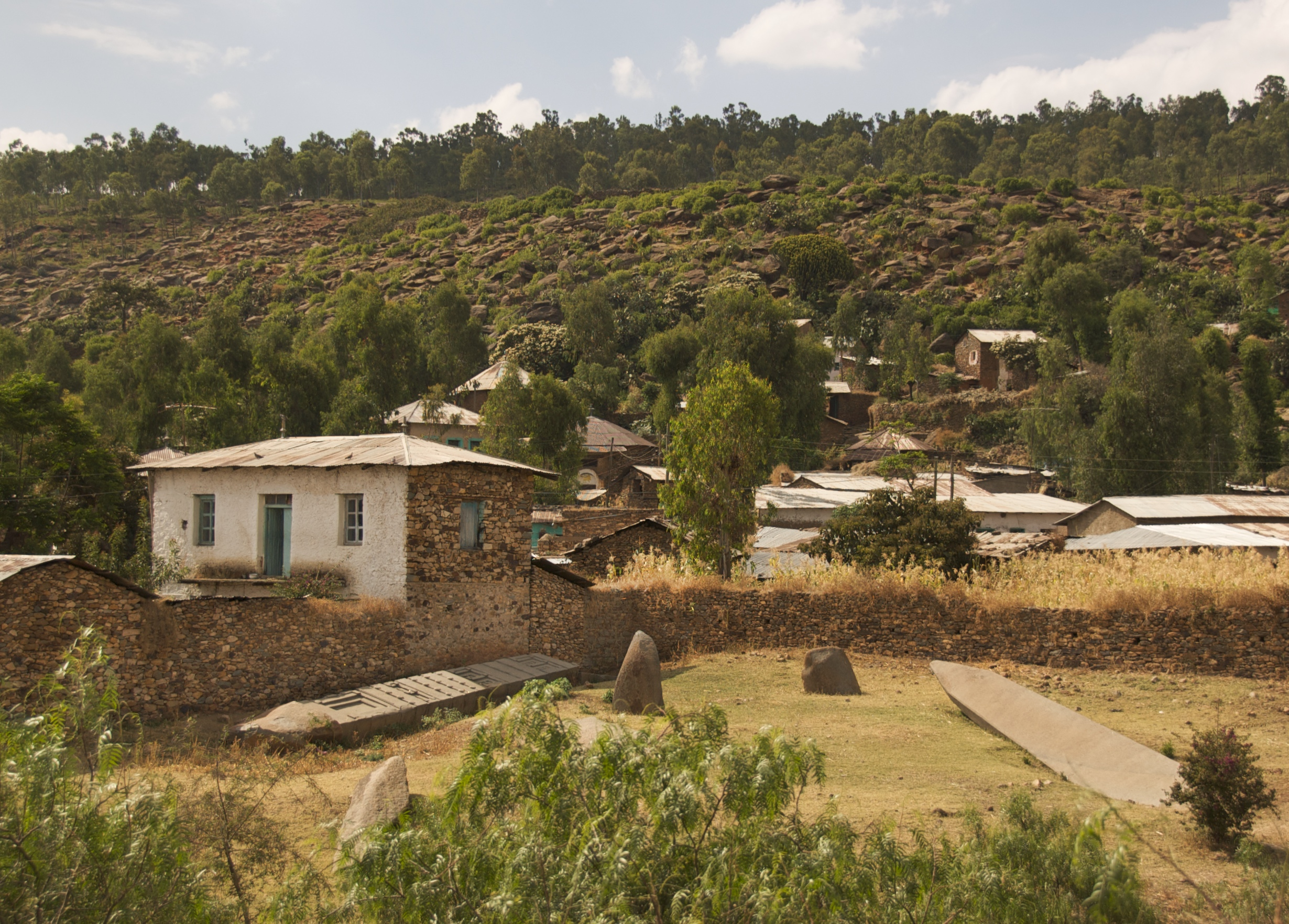
第3のステッレ群
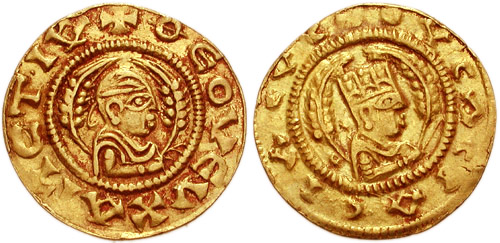
アクスム時代の金貨
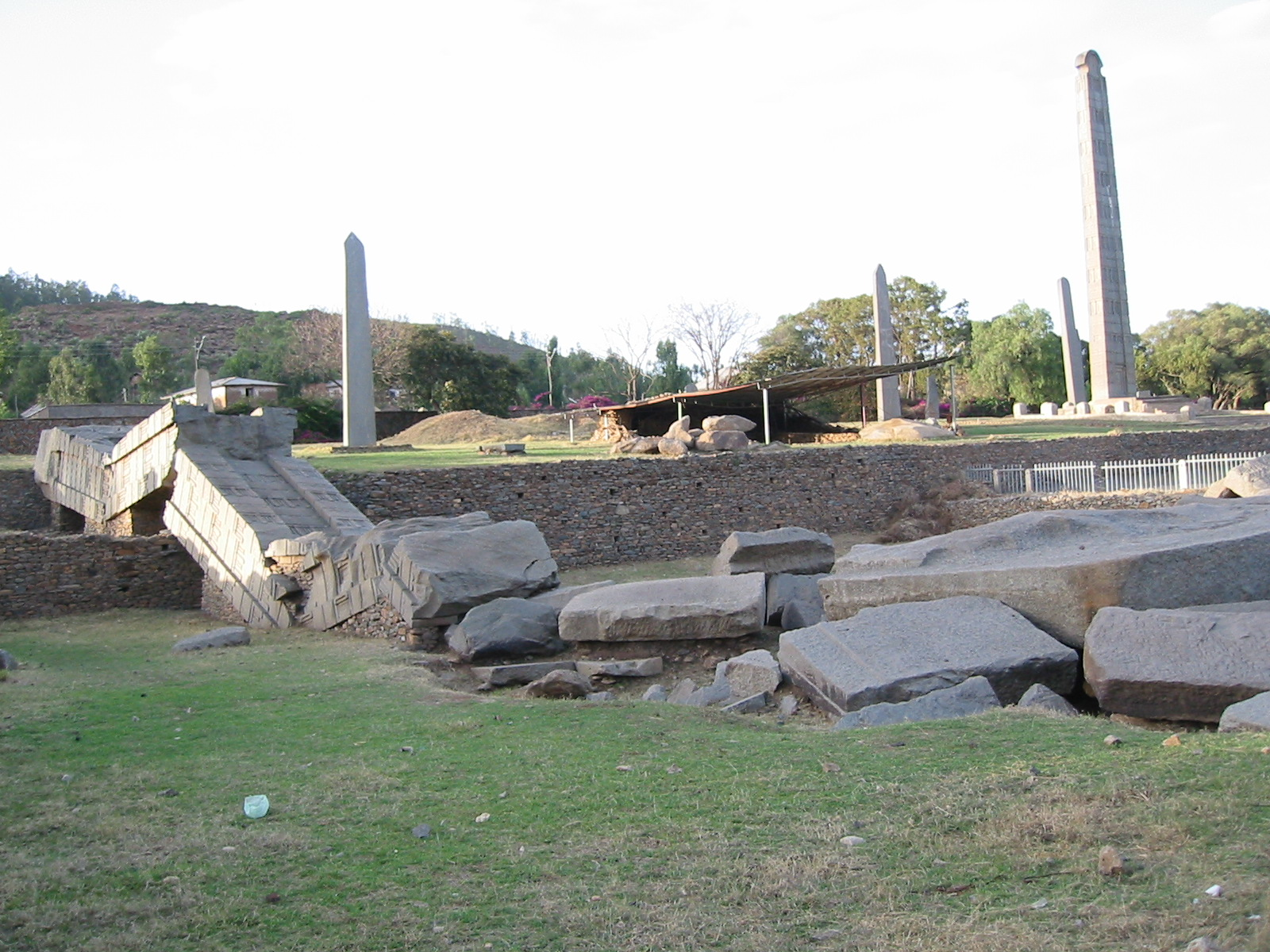
ステッレと遺構
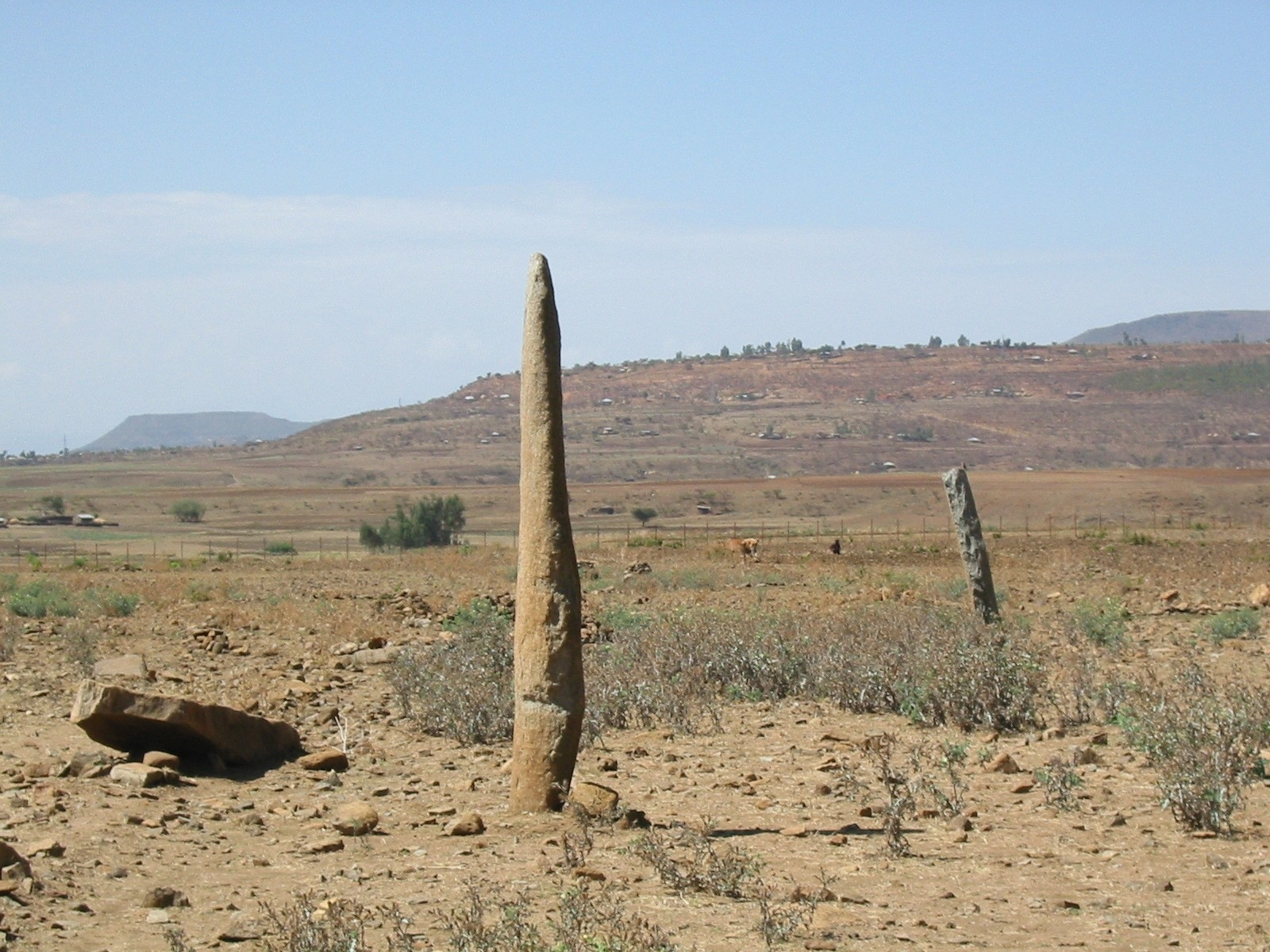
砂漠とステッレ
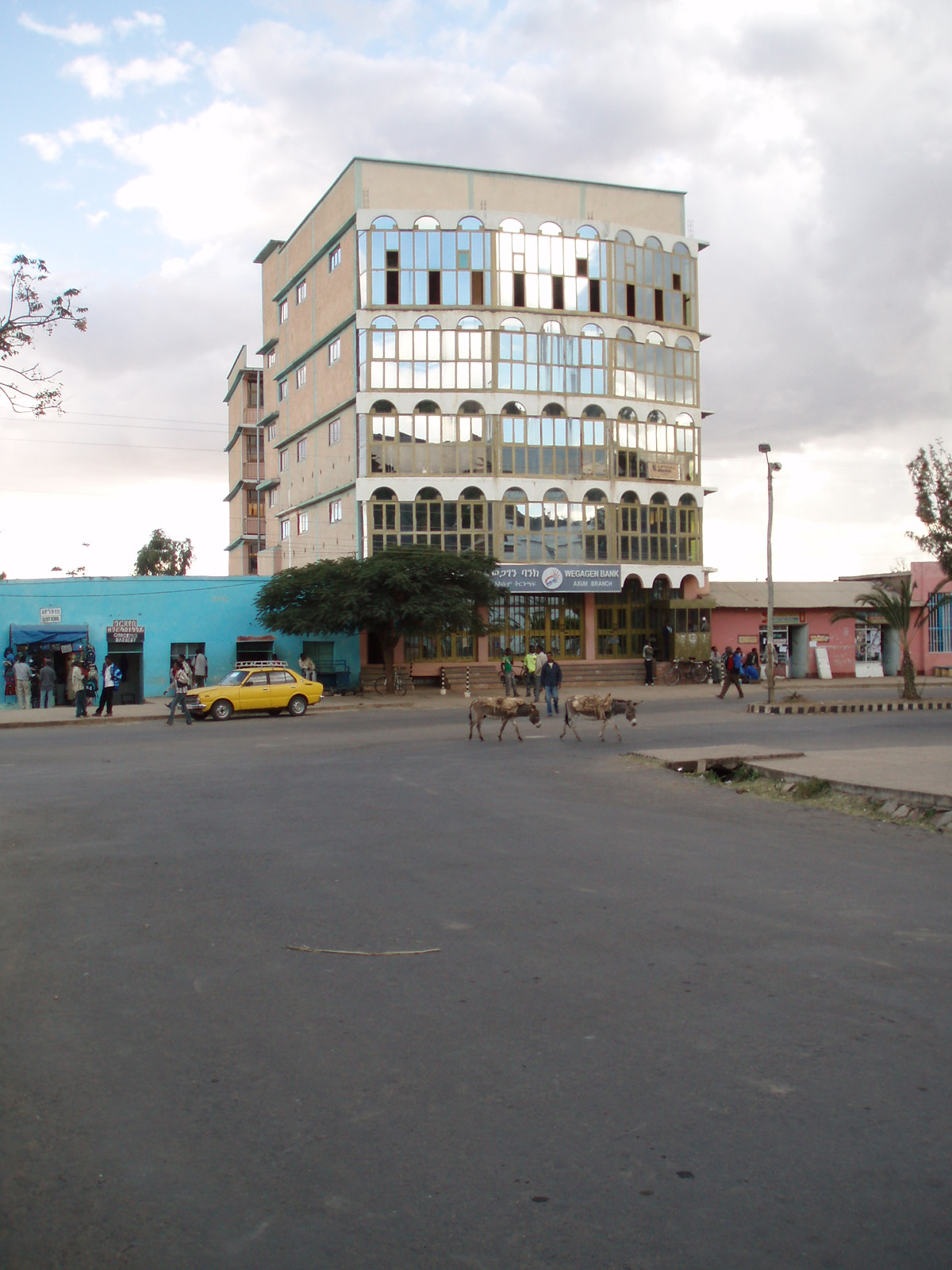
アクスムの市街地

## 姉妹都市
- デンバー（アメリカ合衆国）